# Ciazio
Il ciazio è una infiorescenza tipica del genere Euphorbia (Euphorbiaceae) che simula un unico fiore.
È formato da:

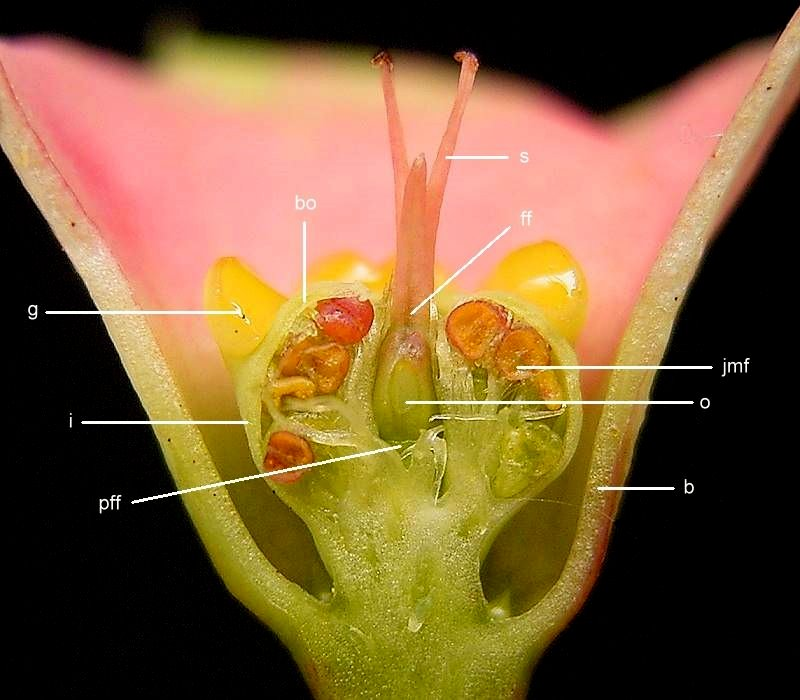
b brattee g nettari mf fiore maschile a antera ff fiore femminile o ovario s stilo

- cinque o quattro parti sterili definite bratteole che formano un involucro a coppa
- una serie di nettari talvolta fusi assieme
- un fiore femminile posizionato al centro della base dell'involucro. Il fiore femminile è formato da un ovario supero
- cinque o più fiori maschili che circondano il fiore femminile. Questi fiori sono formati praticamente solo dallo stame.

I ciazi sono spesso raggruppati a loro volta in infiorescenze (cime, ombrelle)

## Galleria d'immagini
Alcuni esempi di differenti morfologie di ciazio:

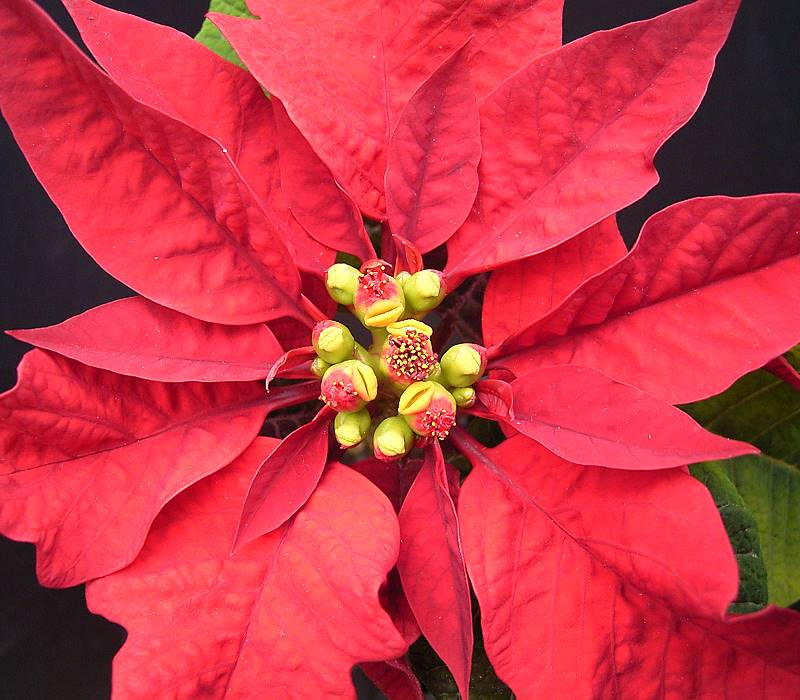
I ciazi della stella di natale sono circondati da foglie modificate di colore rosso con funzione vessillare.
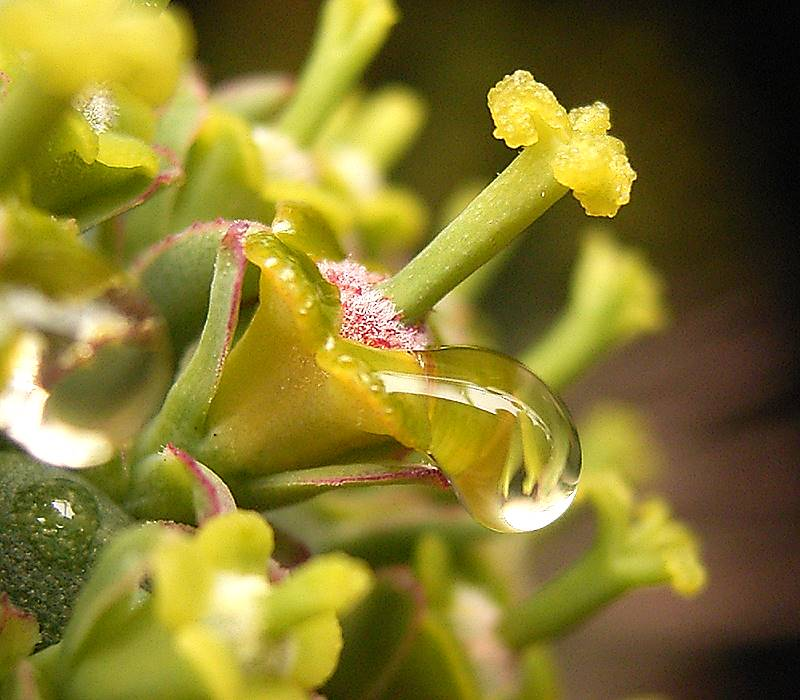
Ciazi di Euphorbia mammillaris con gocce di nettare
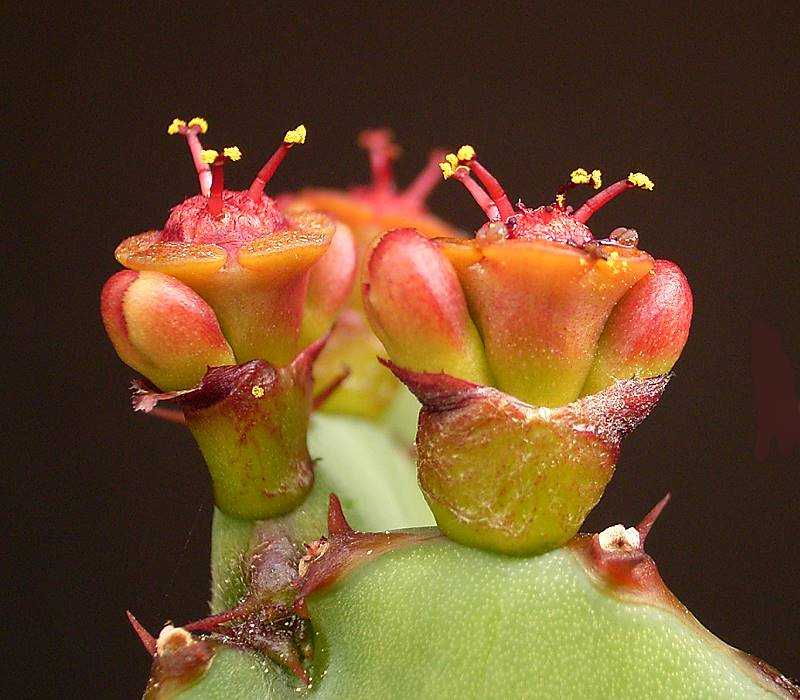
Ciazi raggruppati in cime in Euphorbia opuntioides
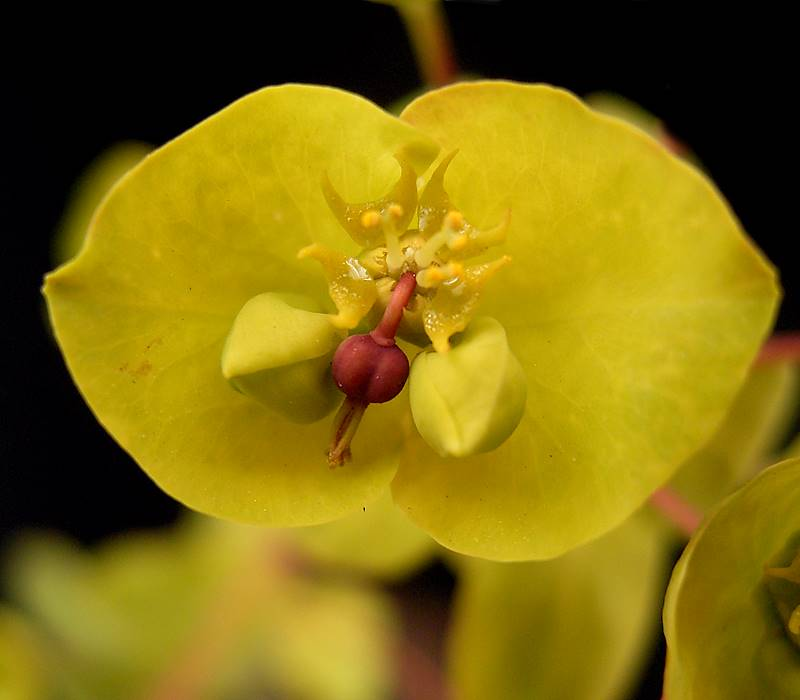
Ciazio di Euphorbia amygdaloides